# 神奈川近代文学馆
神奈川近代文学館（英語：Kanagawa Museum of Modern Literature）是一座位于日本神奈川县的文学主题博物馆。姐妹馆是日本近代文学馆。

## 历史
1982年7月计划修建，1984年3月建成开馆，位于日本神奈川县横浜市中区山手町110号。由日本建筑师浦边镇太郎设计，清水建设施工建设。占地面积7,788.74平方米，建筑面积1,971.6平方米。

## 历代理事长
- 1984－1993 小田切進
- 1993－2004 中野孝次
- 2004－2006 安西笃子
- 2006－2012 纪田顺一郎
- 2012－ 辻原登

## 画廊

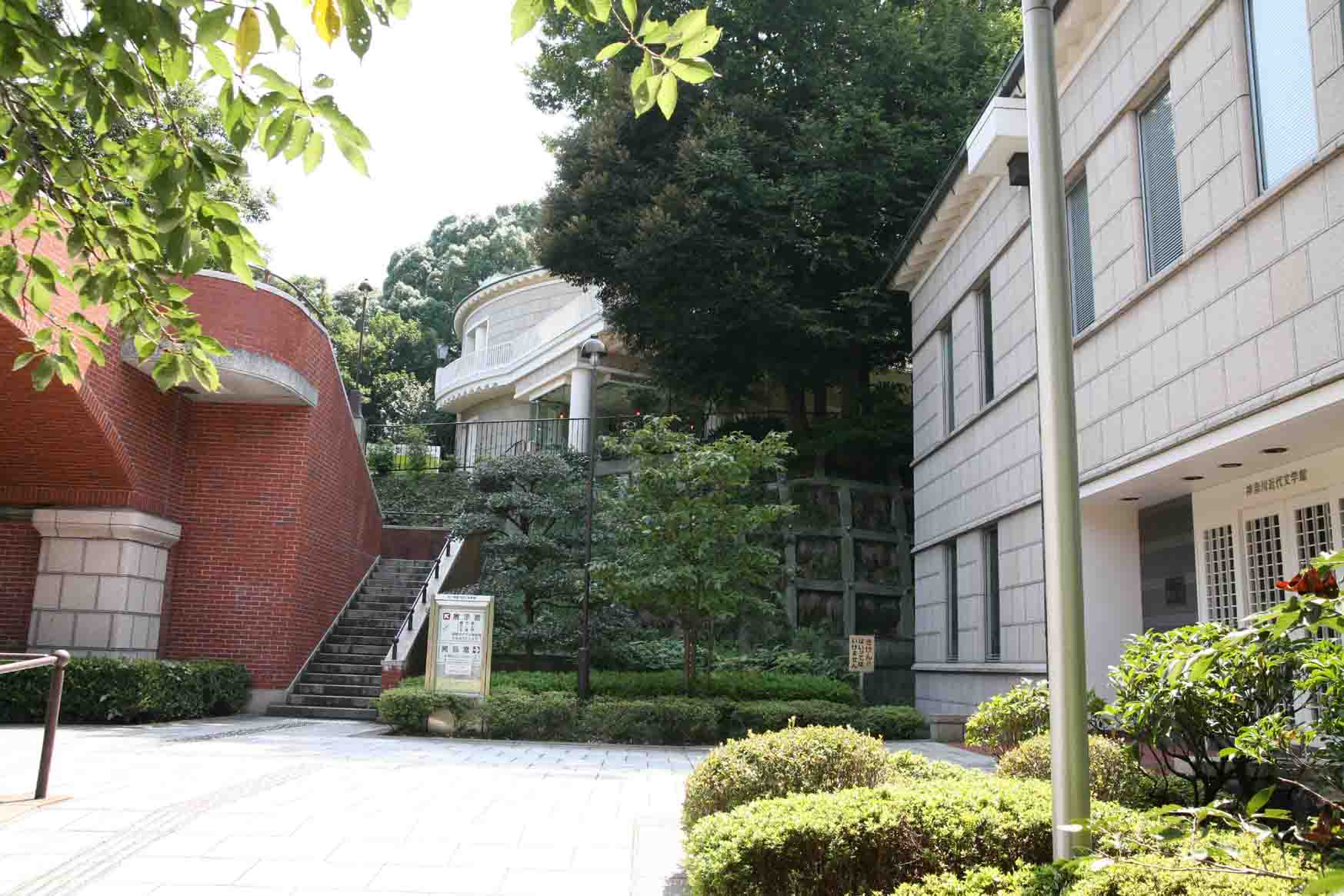
阅览室向展示馆望去
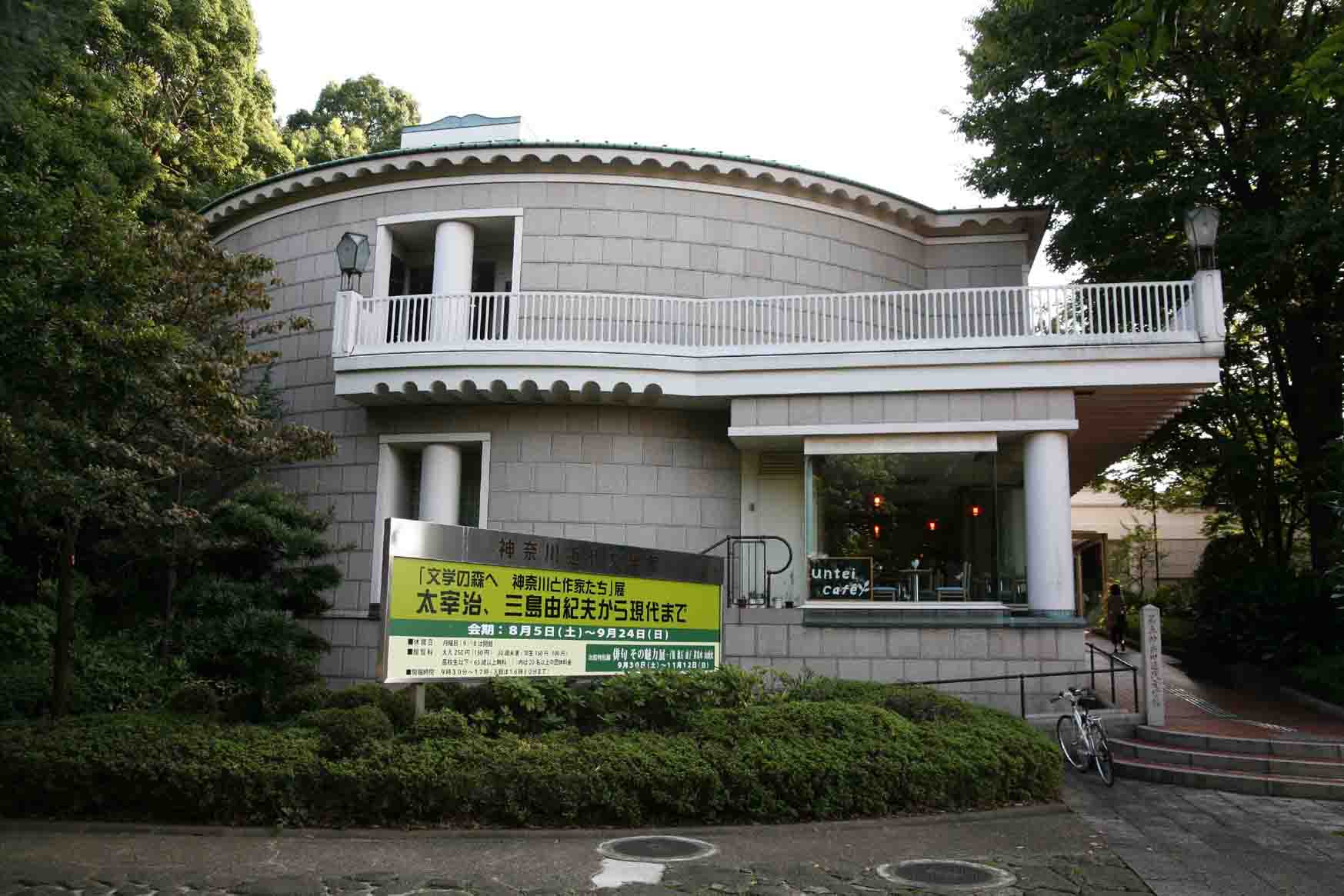
入口处